# フィラデルフィア (軽巡洋艦)
フィラデルフィア (USS Philadelphia, CL-41) は、アメリカ海軍の軽巡洋艦。ブルックリン級軽巡洋艦の1隻。艦名はペンシルベニア州フィラデルフィアに因む。その名を持つ艦としては5隻目。

## 概要
「フィラデルフィア」は、第二次世界大戦において大西洋と地中海の作戦で活躍した。本艦は中立パトロール（1941年）と、大西洋での戦時哨戒（1942年）を行い、トーチ作戦（1942年11月）ではフランス領北アフリカへの侵攻を支援した。その際、搭載水上機がフランス海軍の潜水艦を爆撃し擱座させている。
その後、連合軍のシチリア島（ハスキー作戦）とサレルノ（アヴァランチ作戦）への上陸（1943年）を支援した。1943年9月11日、サレルノ沖でドイツ空軍の無線誘導爆弾による空襲を受けたが、至近弾による軽微な被害にとどまった。フィラデルフィア海軍造船所での整備後、「フィラデルフィア」はアンツィオ上陸（シングル作戦）に参加する（1944年）が、駆逐艦との衝突で艦首を損傷した。マルタ島での修理後、南フランス上陸（ドラグーン作戦）（1944年8月）をはじめフランス沿岸部の戦闘を支援する。
1945年7月、ポツダム会談に出席するアメリカ大統領ハリー・トルーマンを運ぶ任務部隊に参加する。その後は、マジック・カーペット作戦に伴う復員兵輸送に従事した。予備役となった後、1951年にブラジル海軍へ移管され「バホーゾ」 (Barroso, C-11) の艦名で再就役した。1973年に退役し解体された。

## 艦歴
「フィラデルフィア」は1935年5月28日にペンシルベニア州フィラデルフィアのフィラデルフィア海軍工廠で起工した。1936年11月17日に州知事ジョージ・H・アール3世の夫人によって命名、進水し、1937年9月23日に艦長ジュールズ・ジェームズ大佐の指揮下就役した。

### 戦間期

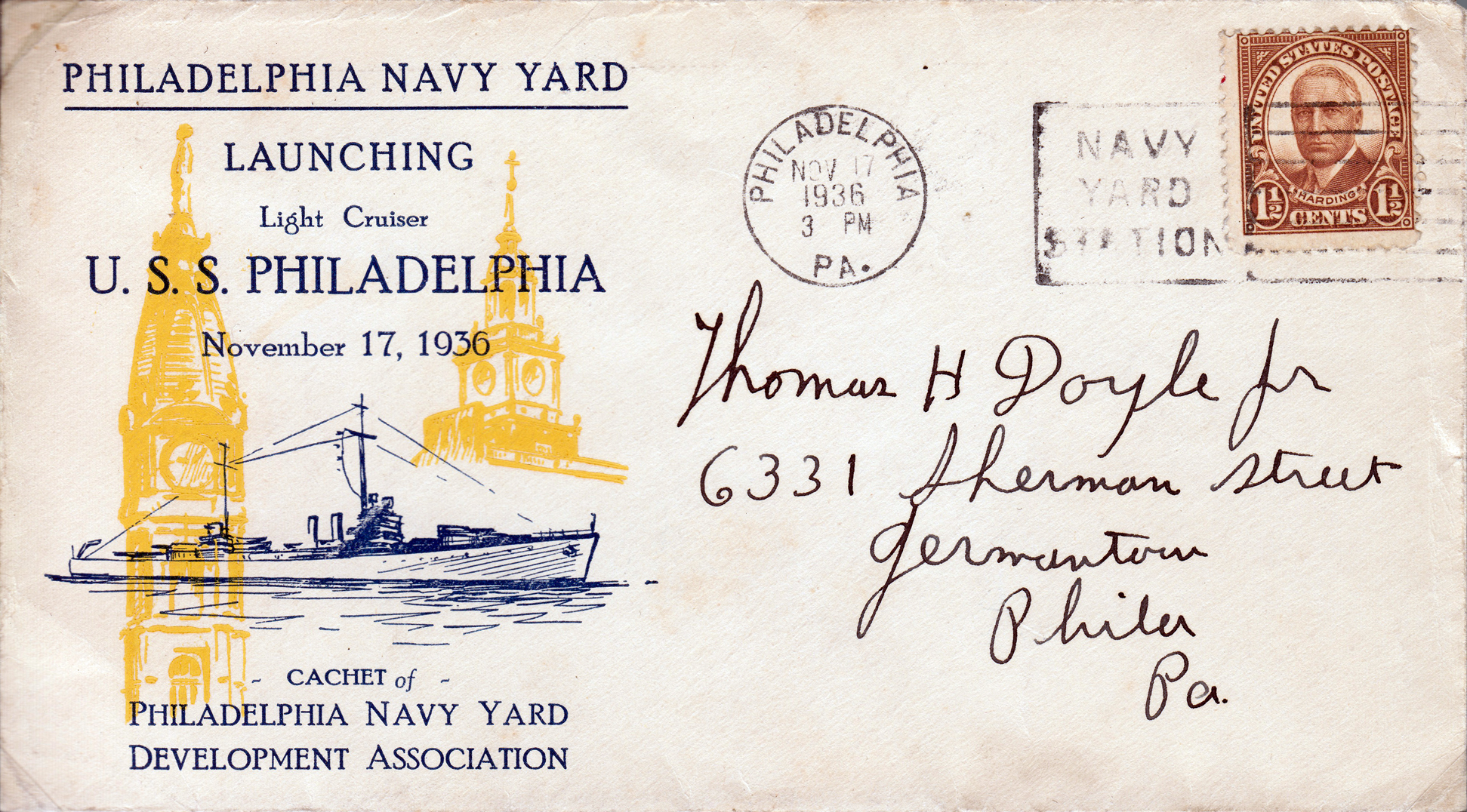
「フィラデルフィア」進水記念カバー。

艤装が完了すると「フィラデルフィア」はメイン州沿岸で公試を行い、その後1938年1月3日にフィラデルフィア海軍工廠を出航し西インド諸島での整調に向かった。整調後、フィラデルフィアでの追加改修とメイン州沖での海上公試を行った。
「フィラデルフィア」は4月30日にサウスカロライナ州チャールストンに寄港し、5月の第1週にアメリカ大統領フランクリン・ルーズベルトを迎えてカリブ海での巡行を行った。ルーズベルトは5月8日にチャールストンへ上陸し、「フィラデルフィア」は大西洋岸で第8巡洋艦部隊（CruDiv 8）の僚艦とともに作戦活動を再開した。6月27日には、第8巡洋艦部隊司令官（ComCruDiv 8）フォード・A・トッド少将の旗艦に任命された。その後数ヶ月で西インド諸島の主要港、ニューヨーク、ボストン、バージニア州ノーフォークにそれぞれ寄港した。
1939年6月1日にパナマ運河を通過した「フィラデルフィア」は、6月18日にカリフォルニア州サンペドロで第8巡洋艦部隊と合流し、太平洋沿岸での作戦活動に参加した。1940年4月2日にカリフォルニア州ロサンゼルスを出航して真珠湾に向かい、1941年5月まで艦隊演習に従事した。
1940年9月、「フィラデルフィア」のアフリカ系アメリカ人給仕兵15名が、海軍でのアフリカ系アメリカ人の扱いに抗議する公開書簡を新聞上に発表した。「私たちは、海軍に入隊する計画を立て、私たちが犯したのと同じ過ちを犯すのであろう他の有色人種の少年たちを思いとどまらせることを心から願っています。彼らがなることができるのは、海兵隊員、女中、皿洗いだけでしょう」と書いている。書簡が公表されると、15名は営倉に拘禁された後に不名誉除隊となった。この事件は、他の艦艇に乗っていた何百名もの給仕兵たちからの抗議、そしてアフリカ系アメリカ人社会からの怒りを招くことになり、ルーズベルトと全米黒人地位向上協会（NAACP）の指導者エイサ・ランドルフ及びウォルター・ホワイトとの間で、軍隊の部分的な人種差別撤廃について会合が開かれることとなった。
「フィラデルフィア」は1941年5月22日に真珠湾を出航して大西洋での作戦活動を再開し、6月18日にボストンに到着した。ここで中立パトロールを開始し、南はバミューダ、北はカナダのノバスコシア州ハリファックスまで航行した。11月25日にボストン海軍工廠に入渠し、日本海軍が真珠湾を攻撃した際には修理中だった。

### 第二次世界大戦

#### 1942年

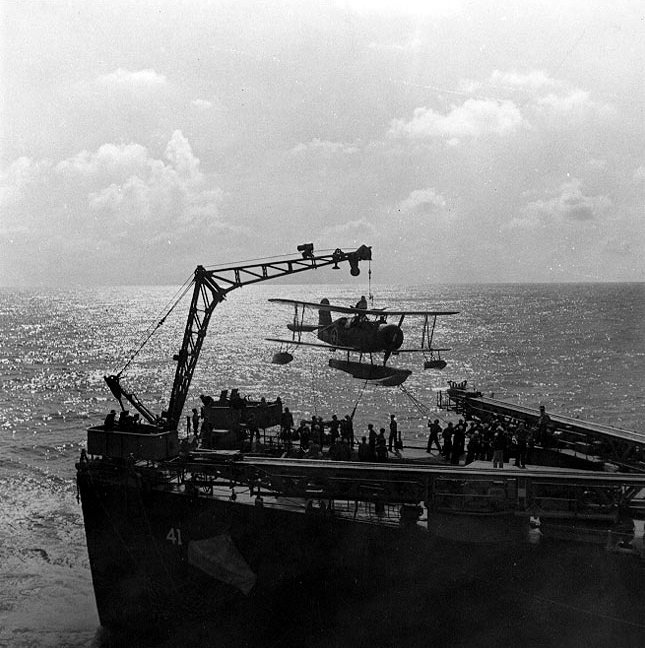
「フィラデルフィア」のクレーンで回収されるSOC シーガル。1942年11月。

日本軍の攻撃から11日後、「フィラデルフィア」はカスコ湾での演習に出航し、その後2隻の駆逐艦と合流してニューファンドランドのアルジェンシャ海軍基地へ対潜哨戒に参加した。1942年2月14日にニューヨークへ帰還し、アイスランドのハフナルフィヨルズゥルに向けて2度の護衛任務を行った。その後5月16日にノーフォークで第22任務部隊（TF 22）に合流し、2日後にパナマ運河への対潜掃討に出た。
その後ニューヨークに帰還したが、7月1日にスコットランドのグリーノックへ向かう船団の護衛部隊として出航。8月中旬、本艦はグリーノックへの2度目の船団護衛に従事した。9月15日にノーフォークへ帰還し、ヘンリー・K・ヒューイット少将の西部海軍機動部隊に合流した。
この部隊は、フランス保護領モロッコ大西洋岸の異なる3ヶ所の地点に、ジョージ・パットン将軍の西部機動部隊の兵士約35,000人と戦車250両を上陸させることになっていた。「フィラデルフィア」は南方攻撃群司令官ライアル・A・デビッドソン少将の旗艦となった。これはアーネスト・N・ハーモン少将指揮下の兵士6,423名と戦車108両を運び、カサブランカの南約140 mi（220 km）にあるモロッコのサフィへ上陸することになっていた。
「フィラデルフィア」の任務群は10月24日にノーフォークを出航し、イギリス諸島に向かうかのように進路を取った。102隻の艦艇で構成され、約20 × 40 mi（30 × 60 km）の海域にまたがる西部機動部隊全体が、10月28日にケープレース沖450マイル (720 km)地点で合流した。これは、当時アメリカが送り出した最大級の艦隊だった。
機動部隊は11月6日に北方へ変針し、そこからジブラルタル海峡に向けて進路を変更した。しかし、日没後カサブランカに向かって南東寄りのコースが設定され、11月7日の真夜中少し前に、3個の任務群がモロッコ沿岸の3ヶ所の地点へ接近した。
「フィラデルフィア」は、11月8日の早朝の暗闇の中で輸送船が兵士を降ろす間、火力支援海域に陣取った。敵の沿岸砲台は0428時に砲撃を開始したが、それから2分以内に「フィラデルフィア」は戦艦「ニューヨーク」(USS New York, BB-34) と合流すると、4門の5.1 in（130 mm）砲を有するサフィ地域最強の防御施設であるライユーズ砲台に艦砲射撃を加えた。午前遅くに、「フィラデルフィア」はサフィの南約3 mi（5 km）で6.1 in（155 mm）砲3門からなる砲台を砲撃した。
「フィラデルフィア」の水上偵察機も、近接航空支援任務に参加した。「フィラデルフィア」搭載機の1機は、11月9日にカンティン岬付近でヴィシー政権側のフランス海軍潜水艦を発見して爆撃した。翌日、カサブランカから出撃したヴィシー潜水艦8隻のうちの1隻であった「メドゥーズ」(Méduse, MN5) が、艦尾を沈下させ左舷にひどく傾いた状態で、ブランコ岬北方マザガンに座礁しているのが確認された。「メドゥーズ」は前日にカンティン岬沖で攻撃されたのと同じ潜水艦であると考えられ、「フィラデルフィア」の水偵によって再び発見され爆撃された。

#### 1943年

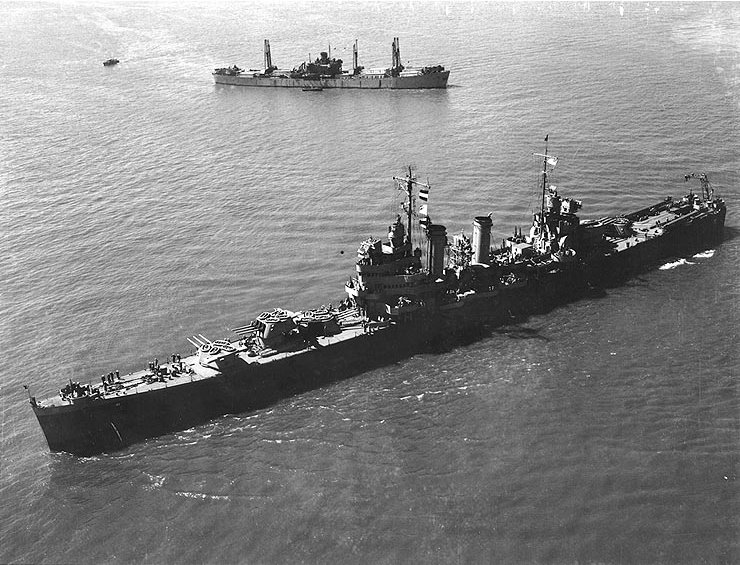
1943年4月26日、ニューヨーク港の「フィラデルフィア」。

11月13日にサフィを出航し、「フィラデルフィア」は11月24日にニューヨークへ帰還した。同港で1943年3月11日まで活動し、カサブランカへ向かう2つの輸送船団護衛を支援した。その後、アラン・G・カーク少将のTF85に加わり、シチリア島侵攻（ハスキー作戦）に備えてチェサピーク湾での訓練に参加した。
「フィラデルフィア」と9隻の駆逐艦に護衛された船団は6月8日にノーフォークを出発し、6月22日にアルジェリアのオランへ到着後、そこで最終的な侵攻準備が行われた。船団は7月5日にオランを出撃、7月9日の真夜中直前にシチリア島のスコグリッティ沖に到着した。「フィラデルフィア」は、トロイ・ミドルトン少将の第45歩兵師団が上陸した際に砲撃援護を提供した。7月15日までにポルト・エンペードクレ沖の砲撃支援群に加わり、そこでも砲が有効に活用された。
「フィラデルフィア」は7月19日に砲撃支援海域を出航してアルジェへ向かい、ライアル・A・デビッドソン少将の支援部隊旗艦となった。この第88任務部隊は7月27日に編成され、パレルモの防衛、アメリカ第7軍が海岸沿いに進撃する際の砲撃支援、敵陣の背後に上陸するための水陸両用舟艇の提供、鉄道と沿岸道路の混雑を緩和するために重砲、物資、車両の舟艇輸送の任務を与えられた。「フィラデルフィア」、姉妹艦「サバンナ」(USS Savannah, CL-42) 、そして6隻の駆逐艦が7月30日にパレルモ港に入り、翌日にはサント・ステーファノ・ディ・カマストラ近くの砲台へ砲撃を開始した。

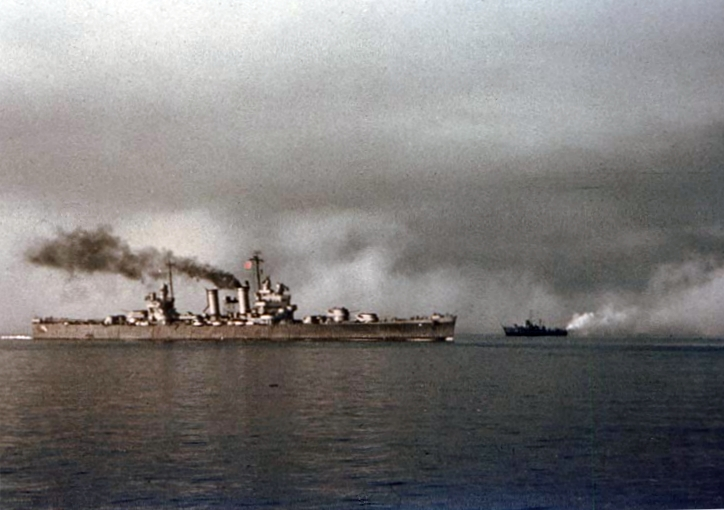
1943年9月9日、サレルノ沖で煙幕を展開する「フィラデルフィア」。

パレルモ海域での戦闘は8月21日まで続き、その後「フィラデルフィア」はアルジェに向けて出航した。シチリア島侵攻を支援する任務中、本艦は広範な砲撃支援を行い、いくつかの敵の空襲を撃退し、合計6機の航空機を撃墜した。オランに寄港後、9月5日にイタリア本土サレルノへの上陸作戦（アヴァランチ作戦）に参加するため出撃した。
船団は1943年9月8日の真夜中数時間前にサレルノ湾へ入った。「フィラデルフィア」の活動は、翌日0943時にサレルノ海岸沖で沿岸砲撃により始まった。本艦の水偵1機がレッド・ビーチに隣接する茂みに隠れていた35両のドイツ戦車を発見したとき、「フィラデルフィア」は彼らを砲火にさらし、後方に逃げる前に7両を破壊した。
「フィラデルフィア」は9月11日にドイツ空軍KG 100所属機が投下した無線誘導爆弾をかろうじて回避したが、爆弾が爆発したときに乗員数名が負傷した。9月15日にアロポリ沖で目標を砲撃した「フィラデルフィア」は12機の敵機のうち1機を撃墜し、さらに同日アルタヴィラ近郊でも2度目の空襲を撃退した。9月17日には再度2機の敵機を撃墜し、その夜に砲撃支援海域を離れてチュニジアのビゼルトに向かった。ジブラルタルでの修繕後、「フィラデルフィア」は11月6日にアルジェリアのオランを出航し、船団護衛を行いながら11月21日にハンプトン・ローズへ到着した。

#### 1944年
「フィラデルフィア」はニューヨークでオーバーホールを受けると、1944年1月19日までチェサピーク海域で練度回復訓練に従事した。その後ノーフォークを出航し、アルジェリアのオランへ向かう船団の護衛部隊を務め1月30日に到着した。
「フィラデルフィア」はシングル作戦に参加して2月14日にアンツィオ沖で砲撃支援部隊に加わり、5月23日まで前進する地上部隊を支援した。しかし同日、「フィラデルフィア」は駆逐艦「ローブ」(USS Laub, DD-613) と衝突事故を起こす。その後マルタ島のイギリス海軍工廠に向かい、そこで艦首の修理が行われた。
マルタ島でのオーバーホール後、「フィラデルフィア」は南フランスへの上陸（ドラグーン作戦）に参加することになり、イタリアのターラントでC・F・ブライアント大将の第85.12任務群（TG 85.12）に加わった。本艦は8月15日にフランスのサントロペ湾に到着した任務群の護衛を務めた。0640時、戦艦「テキサス」(USS Texas, BB-35) および「ネバダ」(USS Nevada, BB-36) と合流し、他の支援艦と共同で海岸を封鎖し、対砲兵射撃を行った。0815時までに、砲撃は敵の防御を破壊したため、ウィリアム・W・イーグルス少将の第45歩兵師団「サンダーバーズ」は抵抗なしに上陸することができた。
8月17日にコルシカ島プロプリアノで弾薬を補給した後、「フィラデルフィア」はトゥーロン西部郊外で戦う自由フランス軍に砲撃支援を行った。4日後、艦長のウォルター・A・アンセル大佐は、マルセイユ湾の要塞島であるポメケ、シャトー・ディフ、ラトノーの降伏を受け入れた。ニース沖での砲撃支援任務の後、フィラデルフィアに帰還するため10月20日にナポリを出航し、11月6日に到着した。

#### 1945年

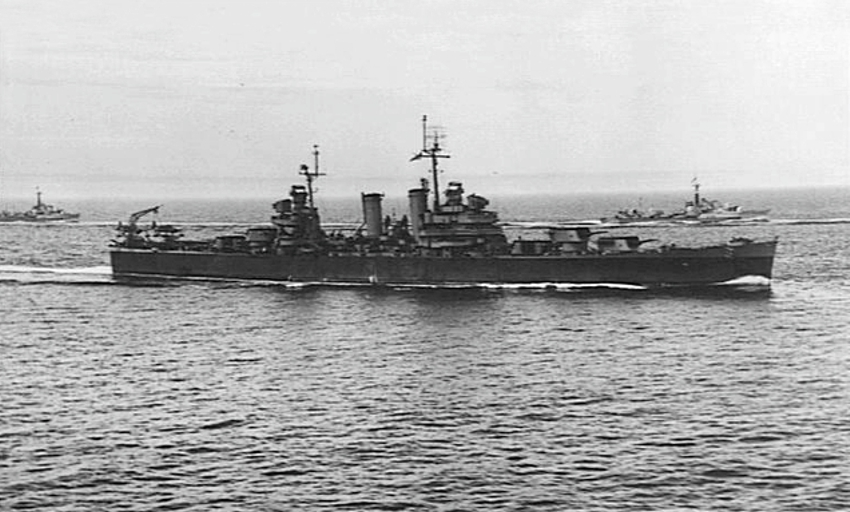
1945年6月14日、大西洋上でトルーマン大統領一行が乗艦した重巡洋艦「オーガスタ」を護衛中の「フィラデルフィア」。

「フィラデルフィア」はフィラデルフィア海軍工廠でオーバーホールを受け、西インド諸島で回復訓練を行った後1945年6月4日にバージニア州ノーフォークに帰還した。7月7日にベルギーのアントウェルペンに向けて出航し、ハリー・トルーマン大統領とその一行が乗艦した重巡洋艦「オーガスタ」(USS Augusta, CA-31) の護衛任務に就く。一行の中にはジェームズ・バーンズ国務長官およびウィリアム・リーヒ元帥も含まれた。アントウェルペンには7月15日に到着し、大統領は「オーガスタ」を下艦しポツダム会談に出席するため飛行機に乗った。会談の終了前に「フィラデルフィア」はプリマスに移動し、大統領の帰還に備えて待機した。
1945年8月2日、「フィラデルフィア」はイギリス国王ジョージ6世乗艦の栄誉を受ける。「フィラデルフィア」は同日出航し、8月7日にノーフォークに到着した。

### 戦後
9月6日、サウサンプトンに向けてナラガンセット湾を出航し、9月25日に兵員輸送艦「オイローパ」(USS Europa, AP-177、元ドイツ客船オイローパ）の護衛として帰還した。ナラガンセット湾およびチェサピーク湾での活動後、1945年10月26日にフィラデルフィアに到着する。
11月14日にはフランスのル・アーヴルに向けて出航し、同地で陸軍の帰還兵を乗せ11月29日にニューヨークに到着した。「フィラデルフィア」はその後もマジック・カーペット作戦を継続し、ニューヨークを12月5日に出航、25日に帰還した。1946年1月9日に不活性化のためフィラデルフィア海軍工廠に到着した。「フィラデルフィア」は1947年2月3日にフィラデルフィア海軍工廠で退役し、1951年1月9日に除籍された。

### ブラジル海軍
保管状態にあった「フィラデルフィア」は、1951年に相互防衛援助計画の下でブラジル政府へ売却された。ブラジル海軍では、1865年のパラグアイ戦争におけるリアチュエロの海戦でパラグアイ海軍を破ったアマゾナス男爵フランシスコ・バホーゾに因み「バホーゾ」 (Barroso, C-11) の艦名で就役した。「バホーゾ」は1960年代にロブスター戦争に参加した後、1973年5月15日に退役し廃棄された。

## 栄典
「フィラデルフィア」は第二次世界大戦の戦功で5個の従軍星章を受章した。また、以下の勲章を授与された。
- 戦闘交戦リボン（英語版）
- 海軍殊勲部隊章（英語版）
- アメリカ防衛軍務勲章・・・「A」略章付き
- アメリカ戦役勲章
- ヨーロッパ・アフリカ・中東戦役勲章（英語版）・・・星章5個付き
- 第二次世界大戦戦勝記念章